# Банши
Ба́нши́, или бэ́нши (англ. banshee [ˈbænʃiː], от ирл. bean sídhe [bʲæn ˈʃiː] — женщина из Ши) — в ирландском фольклоре и у жителей горной Шотландии — особая разновидность фей, предвещающих смерть. Обычно бродят крадучись среди деревьев, либо летают. Издают пронзительные вопли, в которых будто бы «сливаются крики диких гусей, рыдания ребёнка и волчий вой», предвещая смерть кого-либо из членов рода.
Оригинальный термин, ирл. bean sídhe, состоящий из bean — женщина, и sídhe — Ши, что вместе переводится как «женщина из сидов», из потустороннего мира. Имя существа связано с традиционными древнеирландскими погребальными курганами или тумулусами, весьма распространёнными в ирландской сельской местности. Наряду с общепринятым обозначением, во многих районах острова для банши имеются и свои локальные имена, причём в некоторых районах острова до сравнительно недавнего времени применялось только локальное название.
Так, в графствах Лимерик, Типперэри и Мэйо обычным является имя ирл. an bean chaointe, что дословно обозначает плачущую женщину, плакальщицу. В юго-восточной части Ирландии имя банши образовано от ирландского слова badhbh (бадб), обозначающего агрессивную, страшную и опасную женщину. В средние века в Ирландии именем badhbh часто называли богинь войны. В графствах Лиишь, Килкенни и Типперэри распространено имя boshenta (бошента), производное от badhbh chaointe. В Уотерфорде банши называют bibe — байб. В Карлоу, Уэксфорде, а также на юге графств Килдэр и Уиклоу распространено имя bow — бау.

## Описание
Внешний вид в различных описаниях разнится от уродливой старухи до бледной красавицы. Иногда у неё длинные развевающиеся волосы, она носит серый плащ поверх зелёного платья, а глаза у неё красные от постоянного плача. В «Мемуарах» Леди Фэншоу упоминается, что банши может быть одета в белое, иметь рыжие волосы и дряблую кожу. Ирландская поэтесса XIX в. Джейн Уайлд в труде «Древние легенды Ирландии» предлагает следующее описание:
Рост банши — ещё одна физическая особенность, которая разнится от региона к региону. Хотя записаны некоторые свидетельства того, что она являлась неестественно высокой, в большинстве рассказов, описывающих её рост, говорится, что банши была низкой, всего лишь от одного до четырёх футов в высоту. Её исключительно низкий рост часто сочетается с обликом старухи, хотя этот факт также может быть предназначен и для того, чтобы подчеркнуть её колдовские способности.
В ирландско-английском словаре XVIII в. за авторством епископа Джона О’Брайена статья «Síth-Bhróg» гласит:
«Bean-síghe», множественное число «mná-síghe», «феи» или «женщины-феи». Легковерные люди полагают, что эти существа связаны с некоторыми семьями настолько, что они слышат их печальные оплакивания близ домов по ночам, всякий раз, когда кто-либо из их семьи тяжело болеет, или находится в предсмертном состоянии. Считается, что всякий древний род удостоен этой колдовской привилегии.
Иногда банши принимает форму сладкоголосой девы, что умерла молодой, а неведомые силы дали ей некое задание стать предвестником гибели своих родных. Или её можно увидеть ночью в виде закутанной в тряпьё женщины, скорчившейся под деревьями, скорбящей с закрытым лицом, или пролетающей в лунном свете, подобно ведьме, при этом горько плачущей. Крик этого духа печальнее всех других звуков на земле и предвещает верную смерть кому-либо из членов семьи всякий раз, когда он слышен в ночной тишине.

## Происхождение образа
Банши, как предполагают специалисты по ирландскому фольклору, не имеют прямых аналогов в верованиях других народов. Однако в бретонском фольклоре есть нечто схожее с банши — вестник смерти Анку; подобные персонажи встречаются и в валлийской мифологии. Это даёт основания предполагать, что корни образа банши надо искать в древней кельтской мифологии. Патриция Лайсафт, профессор Дублинского университета, посвятившая более 20 лет изучению образа банши в фольклоре, отмечает, что носители традиций практически не задумываются о происхождении банши, а воспринимают её как данность. Тем не менее, ей удалось сформулировать следующие представления о происхождении банши:
1. Фея. Весьма распространено мнение, что банши нечто вроде фей (fairy); такое объяснение встречается в некоторых литературных произведениях XIX и начале XX веков. Однако в настоящих народных преданиях о банши такое отождествление даётся очень редко. В ирландской народной традиции феи — существа общественные, живут сообществами и ведут образ жизни, схожий с человеческим. Тогда как возвещающие о смерти банши — существа одинокие, и все их отношения с человеческими существами определяются связью банши со смертью.
2. Призрак. Большее распространение имеют следующие версии: банши — не что иное, как призраки (духи) женщин-плакальщиц, так как плач и рыдания — её характерные черты. Некоторые ирландцы верят, что плакальщица, не выполнявшая свои обязанности подобающим образом, после смерти продолжает оплакивать умирающих.
3. Покровительница рода. Одним из центральных аспектов легенд и преданий о банши является представление о том, что она — дух-покровитель той семьи, которую оповещает о смерти, то есть между ними есть наследственная связь. Также она может быть прародительницей семьи.

По поверьям, банши есть не у всех ирландцев. В устных и литературных источниках семьи, смерть в которых возвещают банши, носят фамилии с приставками «О'» и «Мак», то есть считается, что банши сопровождают истинно ирландские семьи. Однако список фамилий таких семей гораздо шире, потому что включает также семьи, происходящие от викингов и англо-норманнов — то есть семьи, которые поселились в Ирландии ещё до XVII века.